# Двоичен часовник
Двоичен часовник е вид часовник (ръчен или настолен), който показва традиционното време в двоичен формат. Повечето от тези часовници са цифрови, макар да се срещат и аналогови варианти.
Той се състои от колони осветени и неосветени точки, като осветените представляват единиците, а неосветените нулите. Трудно се разчита в нощно време. Работи със светодиоди.